# زارات، شابران
زارات (به لاتین: Zarat) یک منطقه مسکونی در جمهوری آذربایجان است که در شهرستان شابران واقع شده است.